# Караїми Львова
́́Караї́ми Львова — колишня караїмська колонія та громада, яка існувала у Львові до 1475 року. Ймовірніше переселилися до Галича на початку XVI століття.  Окремі родини проживали до XVI—XX століття.
Нині існує Караїмська вулиця. 